# Grande synagogue de Bordeaux
La grande synagogue de Bordeaux est le principal lieu de culte israélite de Bordeaux.

## Présentation
Succédant à un premier édifice détruit par le feu en 1873, elle est élevée entre 1877 et 1882 sous la direction des architectes Charles Burguet puis Charles Durand.
Siège de la communauté séfarade, elle compte parmi les plus vastes synagogues d'Europe et est classée monument historique depuis 1998.

### Histoire
La présence d'une communauté juive est attestée depuis plusieurs siècles dans la métropole aquitaine. Celle-ci s'accroît considérablement après la promulgation du décret de l'Alhambra (31 mars 1492) par lequel les Rois Catholiques décident d'expulser les juifs de la péninsule Ibérique. Fuyant les persécutions de l'Inquisition, nombre d'entre eux décident de s'installer par-delà les Pyrénées, constituant des communautés souvent actives et prospères dans le sud-ouest de la France. La communauté juive bordelaise reste florissante durant plusieurs siècles, fournissant quelques grands noms dans les domaines de la littérature, des arts, du commerce et de la politique (Gradis, Raba, Nunés Pereyra, Pereire ou encore Mendès).
Lorsque Napoléon ordonne la formation du Consistoire central, un consistoire régional est créé à Bordeaux en 1808. Un an plus tard, une grande synagogue est fondée sous son impulsion rue Causserouge. Dessinée par l'architecte Armand Corcelles, elle s'inspire librement de l'architecture orientale. Centre névralgique du quartier juif, cet édifice monumental est victime d'un incendie au cours de l'année 1873.
Ce sinistre détermine les représentants de la communauté à se doter d'un nouveau sanctuaire qui est financé par les frères Pereire, Rothschild et Iffla Osiris, Bordelais de naissance. La réalisation est confiée à l'architecte André Burguet, puis, après la mort de ce dernier, aux architectes Charles Durand. Les travaux débutent officiellement en 1877 pour se terminer en 1882. Le 5 septembre de cette même année, la grande synagogue de Bordeaux est inaugurée et ouverte au culte.
Sous l'occupation allemande, la synagogue, pillée, sert de lieu d'internement aux Juifs qui n'ont pas réussi à s'enfuir à temps. Près de 1 600 familles y sont emprisonnées avant d'être déportées vers les camps de Dachau et d'Auschwitz-Birkenau,.
Le 2 juillet 1944, Albert Lautman est enfermé avec sept cent deux résistants, dont soixante deux femmes, dans les wagons bétaillers du convoi dit « train fantôme ». Le lendemain, le train, à destination Dachau, se dirige vers Bordeaux, la ligne vers Lyon ayant été détruite. Pris pour un convoi militaire, il est bombardé par l'aviation britannique en gare de Parcoul-Médillac, près d'Angoulême. La locomotive détruite, il y reste stationné cinq jours. Le train revient à Bordeaux le 9 juillet. Les prisonniers restent plus de soixante heures en gare Saint-Jean, enfermés près du dépôt des locomotives dans les wagons bétaillers mais ravitaillés par le Secours national.
Dans la nuit du 12 au 13, ils sont, au bout d'une grande demi heure de marche en rangs, entassés dans la synagogue de la ville transformée par les autorités allemandes en annexe insalubre de la prison du Hâ. La Fête nationale y est hardiment célébrée par une harangue du militant SFIO Noël Peyrevidal juché sur la tébah puis une Marseillaise suivie d'un chahut. Le 29 juillet, dix prisonniers, Noël Peyrevidal, l'inspecteur Robert Borios, Litman Nadler, étudiant émigré de Roumanie, le réfugié espagnol José Figueras Almeda, André Guillaumot, Marcel Jean-Louis, Emilio Perin, Joseph Uchsera, Albert Lautman et Meyer Rosner, un agent de liaison de dix huit ans, en sont extraits et conduits au fort du Hâ. Ils y rejoignent un groupe de trente six autres détenus, des maquisards qui ont été sélectionnés sur dossier par le Kommando IV de la Sicherheitspolizei de Bordeaux, KDS, que dirige le lieutenant S.S. Friedrich-Wilhem Dohse. Ils reçoivent chacun un carton « Zum Tode verurteilt ». Pour la justice militaire allemande, le lieutenant Albert Lautman n'est qu'un « terroriste » qui ne peut bénéficier des droits accordées par les lois de la guerre aux francs tireurs.

#### Aujourd'hui
De nos jours, la grande synagogue, qui s'élève dans une ruelle (rue du Grand-Rabbin-Joseph-Cohen) légèrement en retrait de la rue Sainte-Catherine, reste l'un des poumons de la communauté juive bordelaise. Les services du matin et du soir s'y tiennent quotidiennement.

### Architecture

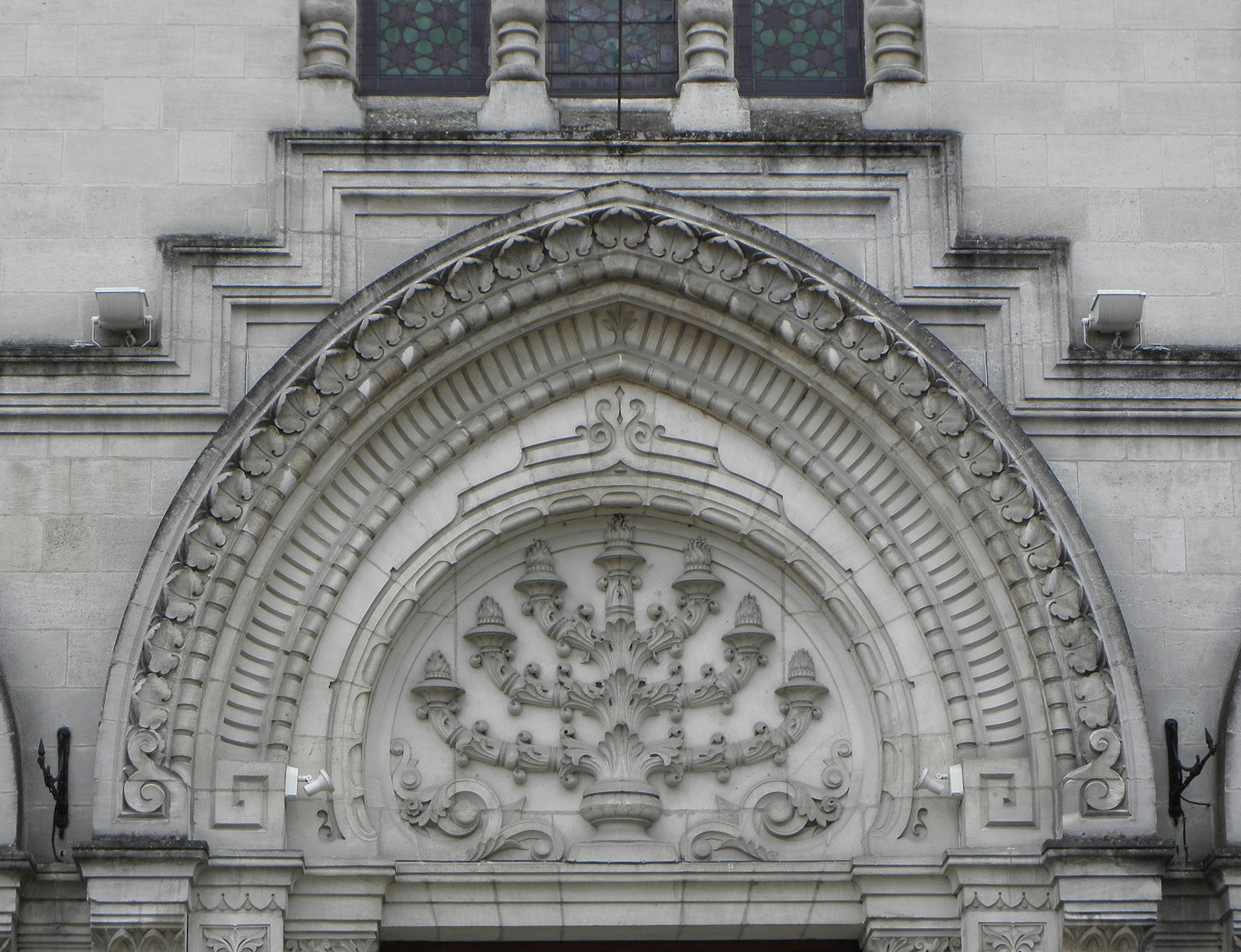
Fronton au tympan de la Grande synagogue de Bordeaux, photo GO69.

L'architecture de la grande synagogue tient tout à la fois de l'esthétique gothique et des courants orientalistes alors en vogue dans une partie de l'Europe.
Formant un vaisseau de 36 mètres de long sur 26 mètres de large, elle est précédée d'une façade monumentale cantonnée de deux tours. Le projet initial prévoyait qu'elles soient prolongées par deux bulbes à base octogonale, mais ce parti ne faisant pas l'unanimité (certains membres de la communauté y voyant une influence chrétienne trop manifeste), les fonds affectés à leur achèvement furent supprimés.

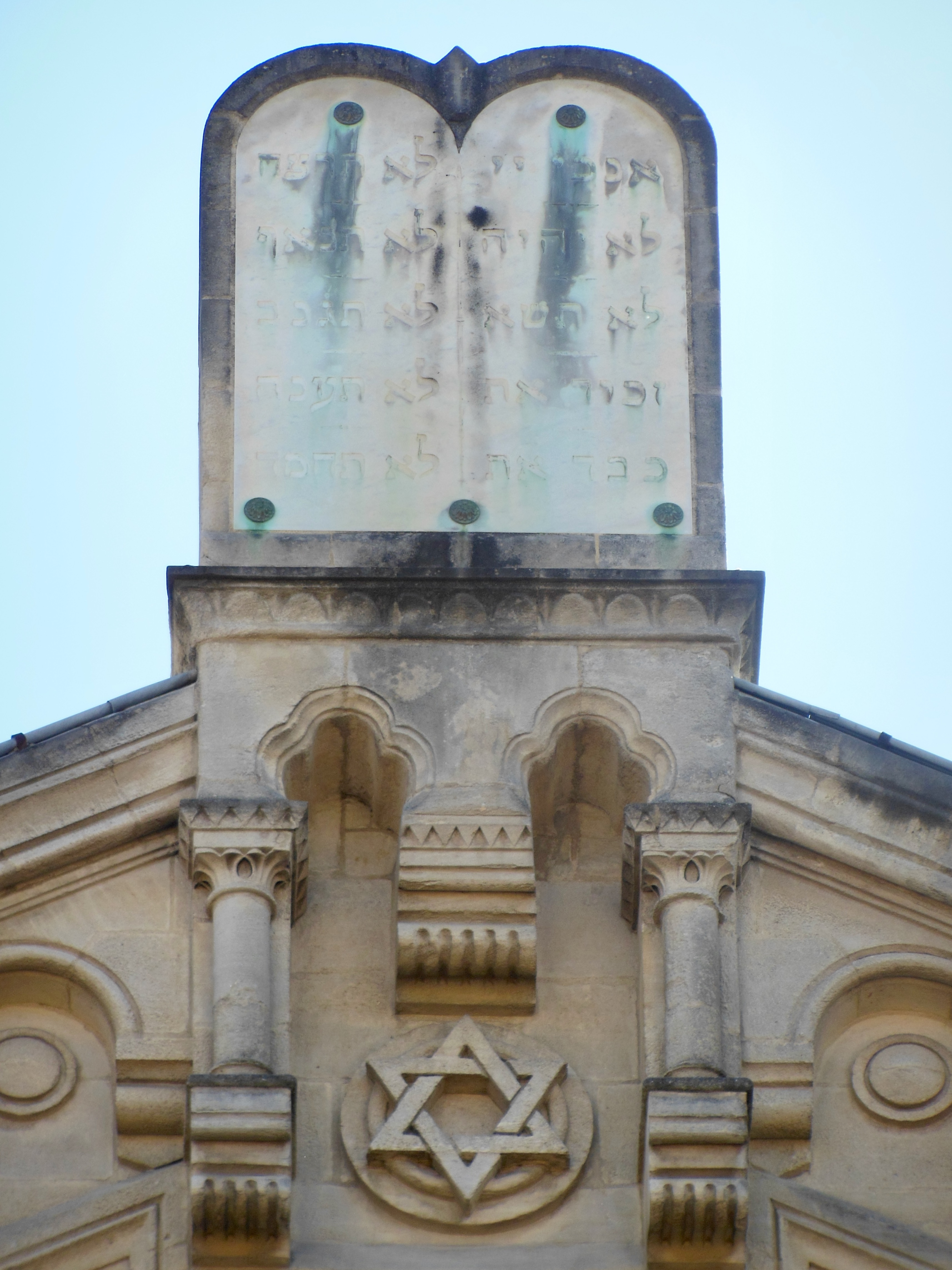
En couronne du fronton, les tables de la Loi mériteraient un ravalement voire une restauration

L'intérieur reprend les dispositions du plan basilical antique, et se compose d'un vaisseau principal séparé des collatéraux par une série de quatorze colonnes corinthiennes (sept de chaque côté). Au niveau supérieur sont aménagées des tribunes (mekhitsa), espace traditionnellement réservé aux femmes.
Au fond du sanctuaire, le regard porte vers l'arche sainte (heckal), ménagée dans une grande arcade en arc outrepassé. Un rideau de velours (parokhet) aux teintes grenat lui sert d'écrin.
La partie centrale de la synagogue est occupée par une estrade (tebah) où viennent officier les ministres du culte. Celle-ci est précédée d'un monumental chandelier à sept branches (menorah) de près de 4,50 m de hauteur.
La couverture de l'édifice est une structure métallique porteuse en tôle rivetée, œuvre des ateliers de Gustave Eiffel. L'ossature métallique est dissimulée par une voûte en anse de panier bordée de berceaux transversaux, l'ensemble s'élevant à plus de 16 mètres. Cette disposition permet de dégager un espace intérieur de grande ampleur, et accentue l'effet de monumentalité de l'édifice.

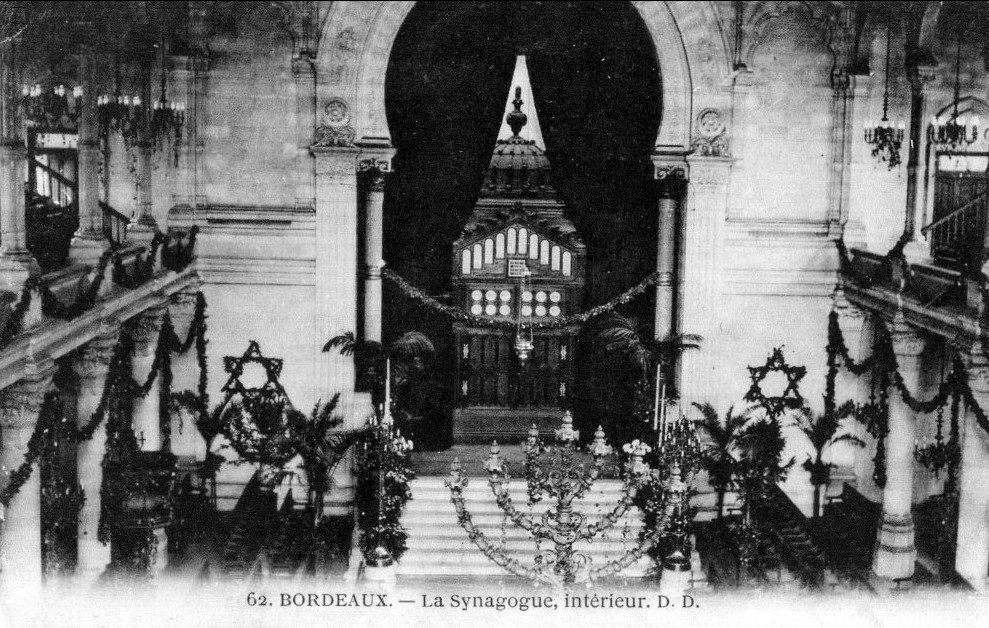
Intérieur de la synagogue avec son arc outrepassé, photographie de 1900-20